# Friedrich Christian Lesser

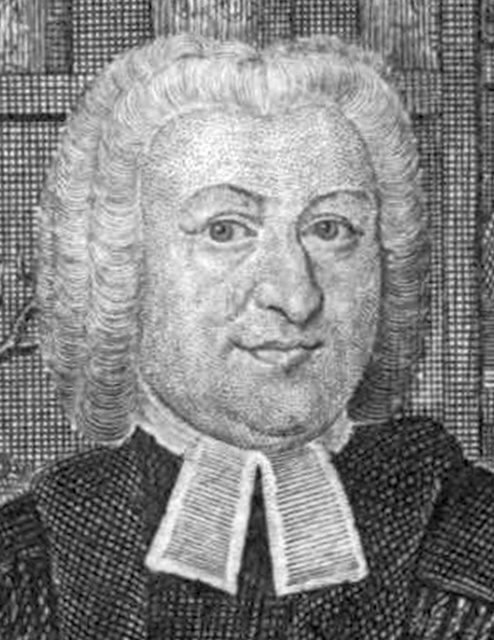
Friedrich Christian Lesser 1743

Friedrich Christian Lesser (* 12. Mai 1692 in Nordhausen; † 17. September 1754 ebenda) war ein deutscher lutherischer Theologe und Historiker.

## Leben
Lesser, Sohn des Pastors Philipp Jacob Lesser (1656–1724), studierte ab 1712 zuerst Medizin, bald aber (unter dem Einfluss von August Hermann Francke) Evangelische Theologie an den Universitäten Halle und Leipzig. 1715 kehrte er auf Wunsch seines Vaters in seine Heimatstadt zurück und übernahm 1716 eine Pfarrstelle an der Frauenbergkirche. 1724 übernahm er zusätzlich die Verwaltung des Nordhäuser Waisenhauses. Ab 1741 war er Pfarrer der Kirche St. Jacobi und organisierte den Neubau der Kirche ab 1744. 
Lesser veröffentlichte zahlreiche Werke zu unterschiedlichen Fachgebieten, u. a. die erste gedruckte Chronik seiner Heimatstadt. Ein besonderes Interesse galt der „Physikotheologie“, womit er versuchte, naturwissenschaftliche Erkenntnisse im Sinne der Gotteserkenntnis nutzbar zu machen. 
Am 8. Dezember 1735 wurde Friedrich Christian Lesser mit dem Beinamen Aristomachus als Mitglied (Matrikel-Nr. 452) in die Kaiserlich Leopoldinisch-Carolinische Akademie der Naturforscher aufgenommen und 1744 wurde er auswärtiges Mitglied der Preußischen Akademie der Wissenschaften.

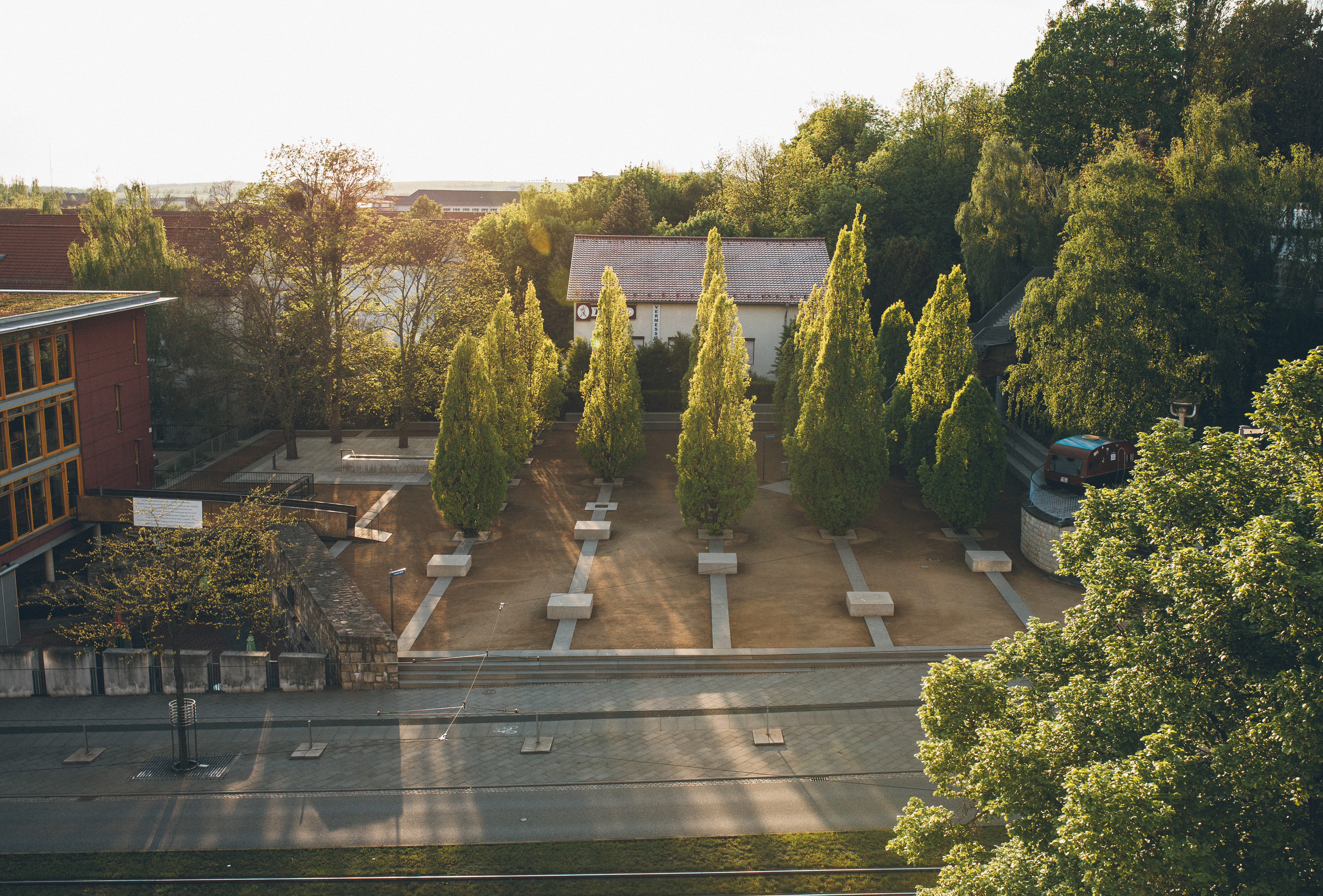
Lesserplatz in Nordhausen, Standort der ehemaligen St.-Jacobi-Kirche

1992 wurde die Friedrich-Christian-Lesser-Stiftung gegründet, die primär die Geschichtsforschung in Nordhausen und Nordthüringen fördert. Die Historische Kommission für Thüringen vergibt seit 2009 jährlich den Friedrich-Christian-Lesser-Preis für Vereine, die sich um die Geschichte Thüringens verdient gemacht haben. 
In Nordhausen gibt es eine Treppe mit dem Namen „Neue Lesserstiege“ und seit Mai 2017 einen Lesserplatz.

## Werke (Auswahl)
- Kurtzer Entwurff einer Lithotheologie, oder eines Versuches durch natürliche und geistliche Betrachtung derer Steine die Allmacht, Güte, Weißheit und Gerechtigkeit des Schöpffers zu erkennen u. d. Menschen zur Bewunderung ... desselben aufzumuntern. Cöler, Nordhausen 1732. (Digitalisat)
- Insecto-Theologia, Oder: Vernunfft- und Schrifftmäßiger Versuch, Wie ein Mensch durch aufmercksame Betrachtung derer sonst wenig geachteten Insecten Zu lebendiger Erkänntniß und Bewunderung der Allmacht, Weißheit, der Güte und Gerechtigkeit des grossen Gottes gelangen könne. Zweyte und vermehrte Auflage. Blochberger, Frankfurt 1740 (1. Aufl. 1738). (Digitalisat)
- Historische Nachrichten von der Kayserl. und des Heil. Röm. Reichs Freyen Stadt Nordhausen. Groß, Leipzig/Nordhausen 1740. (Digitalisat)
  - Spätere Bearbeitung: Friedr. Chrn. Lesser’s Historische Nachrichten von der ehemals kaiserlichen und des heil. röm. Reichs freien Stadt Nordhausen gedruckt daselbst im Jahre 1740 umgearbeitet und fortgesetzt von Professor Dr. Ernst Günther Förstemann. Nach dem Tode des Verfassers (= Förstemann) herausgegeben vom Magistrate zu Nordhausen. Eberhardt, Nordhausen 1860. (Digitalisat)
- Die Offenbahrung Gottes in der Natur aus des XIV Capitels der Apostel-Geschichte 17tem Verse ..., in einer Fluhr-predigt vorgestellet ... vermehret und erläutert, etc. Cöler, Nordhausen 1750. (Digitalisat)
- Die scheussliche Gestalt eines muthwilligen Banquerottierers vor den Augen Gottes solchen Leuten zur wahren Hertzens-Aenderung, andern aber zur Warnung, nach ihrer wahren Beschaffenheit abgebildet. Cöler, Nordhausen/Ellrich 1752. (Digitalisat)
- Einige kleine Schriften, theils zur Geschichte der Natur, theils zur Physicotheologie gehörig. Cöler, Leipzig/Nordhausen/Ellrich 1754. (Digitalisat)
- Testaceo-theologia, oder, Gründlicher Beweis des Daseyns und der vollkommensten Eigenschaften eines göttlichen Wesens aus natürlicher und geistlicher Betrachtung der Schnecken und Muscheln zur gebührender Verherrlichung des grossen Gottes und Beförderung des ihm schuldigen Dienstes ausgefertiget. Blochberger, Leipzig 1754. (Digitalisat)